# Chapelle Sainte-Anne d'Alma
La Chapelle Sainte-Anne est un établissement patrimonial qui a hébergé la première maison de Damase Boulanger. En 2024, la ville d'Alma cite cette chapelle comme immeuble patrimonial.